# 大森郵便局 (東京都)
大森郵便局（おおもりゆうびんきょく）は、東京都大田区にある郵便局。民営化前の分類では集配普通郵便局であった。

## 概要
住所：〒143-8799 東京都大田区山王3-9-13

### 作業所
- 東海作業所 - 住所：〒143-0001 東京都大田区東海1-3-6 プロロジスパーク東京大田

## 沿革
- 1878年（明治11年）4月 - 大森郵便局（五等）として、大森町不入斗に開設[1]。
- 1888年（明治21年）5月1日 - 為替取扱所を設置[1]。
- 1890年（明治23年）12月16日 - 貯金預所を設置[1]。
- 1902年（明治35年）3月1日 - 大森郵便電信局となる[1]。
- 1903年（明治36年）4月1日 - 通信官署官制の施行に伴い大森郵便局となる[1]。
- 1952年（昭和27年）4月1日 - 風景入通信日付印の使用を開始[2]。
- 1993年（平成5年）7月1日 - 外国通貨の両替および旅行小切手の売買に関する業務の取扱を開始[3]。
- 2007年（平成19年）10月1日 - 民営化に伴い、併設された郵便事業大森支店、かんぽ生命保険大森支店に一部業務を移管。
- 2012年（平成24年）7月19日 - かんぽ生命保険大森支店が港区高輪三丁目25-23（京急第2ビル）に移転。
- 2012年（平成24年）10月1日 - 日本郵便株式会社の発足に伴い、郵便事業大森支店を大森郵便局に統合。

## 取扱内容
- 郵便、印紙、ゆうパック、内容証明
- 貯金、為替、振替、振込、国際送金、外貨両替・トラベラーズチェック、国債、投資信託
- 生命保険、バイク自賠責保険、自動車保険、変額年金保険
- ゆうちょ銀行ATM
- 大田区内の一部地域（〒143-xxxx）の集配業務
- ゆうゆう窓口
- 風景印設置あり。

## 周辺
- 池上本門寺
- 国道1号
- 国道15号

## アクセス
- JR京浜東北線 大森駅から徒歩約12分
- 東急バス 大森郵便局停留所下車
- 首都高羽田線 平和島出入口から西へ約2km
- 駐車場あり：1台